# Penya dels Cargols
La Penya dels Cargols és una roca del municipi de Castell de Mur, al Pallars Jussà, a l'antic terme de Guàrdia de Tremp, en terres de la vila de Guàrdia de Noguera.
Està situada a ponent de la vila, al punt de trobada de les partides de la Rutgera -sud-, l'Ametlla -nord-est- i l'Ametlla de l'Aragonès -nord-, a llevant de la Carretera de Santa Llúcia de Mur.